# ビシン
ビシン (Bicine) は、緩衝剤として使われる有機化合物である。
グッドバッファーのひとつであり、20℃での pKa は 8.35 である。グリシンとエチレンオキシドを反応させ、生じたラクトンを加水分解することによって得られる。